# Lloyd nello spazio
Lloyd nello spazio (Lloyd in Space) è una serie a cartoni animati statunitense prodotta dalla Walt Disney Company e creata da Joe Ansolabehere e Paul Germain (creatore anche di Ricreazione).

## Trama
Vivendo lontano nel futuro, poco dopo la fine della Nona Guerra Mondiale, Lloyd Nebulon è un alieno dalla pelle verde della razza Verdigrea con orecchie a punta e un'unica antenna che gli spunta dalla testa. Lloyd vive nella stazione spaziale di Intrepidville insieme alla sua sorellina telecinetica e telepatica Francine e a sua madre, il comandante Norah Li Nebulon, il capo di Intrepidville. Gli amici di Lloyd sono Eddie R. Horton (un umano adolescente dai capelli rossi), Kurt Blobberts (un enorme blob viola con un solo bulbo oculare e una bassa intelligenza, di una specie nota come Blobullon) e Douglas McNoggin (un cervello gigante con arti e un volto, di una specie conosciuta come i Cerebelliani).

## Episodi

### Prima stagione
1. Il grande 1-3[1] (The Big 1-3)
2. Il doppio invito (Double Date)
3. Il progetto di scienze (The Science Project)
4. Il buco di verme (Caution: Wormhole!)
5. Un eroe di troppo (The Hero Of Urbit-Knarr)
6. Fantasie ingombranti (Daydream Transceiver)
7. Gita a Zolton III[2] (Campout On Zolton III)
8. Simbiosi pericolose (Kurtlas The Symbiotic Boy)
9. Lloyd Babysitter (Babysitter Lloyd)
10. Lloyd Androide (Android Lloyd)
11. Il nostro amico Larval (Nerd From Beyond The Stars)

### Seconda stagione
1. La ragazza dal centro dell'universo (The Girl From The Center Of The Universe)
2. L'appuntamento di Nora (Nora's Big Date)
3. Concorrenza sleale (Pet Wars)
4. Scambio di menti (Lloyd Changes His Mind)
5. La vita segreta di Boomer (Boomer's Secret Life)
6. Ad armi pari (Francine's Power Trip)
7. Weekend in famiglia (Lloyd's Lost Weekend)
8. Non è mai troppo tardi[3] (You're Never Too Old)
9. Pigiama Party (The Big Sleepover)

### Terza stagione
1. Un Computer quasi umano (Gimme Some Skin)
2. Incidente a Luna Vista[4]  (Incident At Luna Vista)
3. Fratello maggiore Kurt (Big Brother Kurt)
4. Sfida a Intrepidville (The Thrilla In Intrepidvilla)
5. That's Debatable
6. Spazzini spaziali (Stink-O-Rama)
7. Fattoria spaziale (Space farm)
8. Love Beam No. 9
9. Ragazzo o Ragazza (Neither Male Nor Female)
10. Per qualche particolare in più (Cherry Therlap Lloyd)

### Quarta stagione
1. Un lavoro per Larry (Room For Larry)
2. The Big Feud
3. Occhio alle teste Blobberts (Heads Up Blobberts!)
4. Behind The Bolt
5. Halloween
6. Picture Perfect
7. Comandante Lloyd (Commander Lloyd)
8. Primo giorno (Day One)
9. Go Crater Worms
10. Sei forte papà (Ride Along)

## Personaggi
- Lloyd P. Nebulon
- Edward J. "Eddie" Horton
- Kurt Blobberts
- Douglas McNoggin
- Station
- Britney Boviac

### Cattivi
- The Zeptar's Bandit
- Frontok
- The Pick-pocket
- Kurtlas
- The Preditalien

### Altri personaggi
- Dunkirque
- Larry
- Boomer
- Lou 2000
- Commander Norah Li Nebulon
- Francine Nebulon
- Megan
- Mr Stinko
- Cindy
- Rodney
- Mendel
- Mr. Blobberts
- Mrs. Barbara Bolt